# Scandinavian Race Uppsala
La Scandinavian Race Uppsala és una cursa ciclista d'un dia que es disputa anualment a Uppsala (Suècia). La primera edició es disputà el 1909 i va estar reservada a ciclistes amateurs fins al 2007. Entre 1909 i 1937, i entre 1940 i 1945, es va competir cpom a contrarellotge; i el 1956, com a contrarellotge per equips. Des del 2008 forma part del calendari UCI Europa Tour amb una categoria 1.2.

## Palmarès
| Any       | Vencedor             | Segon                 | Tercer                  |
| --------- | -------------------- | --------------------- | ----------------------- |
| 1909      | Alex Ekström         |                       |                         |
| 1910      | Arvid Pettersson     |                       |                         |
| 1911      | Erik Blomgren        |                       |                         |
| 1912      | Henrik Morén         |                       |                         |
| 1913      | Karl Landsberg       |                       |                         |
| 1914      | Karl Landsberg       |                       |                         |
| 1915      | Ragnar Malm          |                       |                         |
| 1916      | Axel Eriksson        |                       |                         |
| 1917      | Ragnar Malm          |                       |                         |
| 1918      | Ragnar Malm          |                       |                         |
| 1919      | Ragnar Malm          |                       |                         |
| 1920      | Harry Stenqvist      |                       |                         |
| 1921      | Algot Persson        |                       |                         |
| 1922      | Ragnar Malm          |                       |                         |
| 1923      | Sigfrid Lundberg     |                       |                         |
| 1924      | Ragnar Malm          |                       |                         |
| 1925      | Karl Lundberger      |                       |                         |
| 1926      | Henry Hansen         |                       |                         |
| 1927      | Henry Hansen         |                       |                         |
| 1928      | Henry Hansen         |                       |                         |
| 1929      | Henry Hansen         |                       |                         |
| 1930      | Henry Hansen         |                       |                         |
| 1931      | Henry Hansen         |                       |                         |
| 1932      | Martin Lundin        |                       |                         |
| 1933      | Bernhard Britz       |                       |                         |
| 1934      | Sven Thor            |                       |                         |
| 1935      | Berndt Carlsson      |                       |                         |
| 1936      | Ingvar Eriksson      |                       |                         |
| 1937      | Martin Lundin        |                       |                         |
| 1938      | Ingvar Eriksson      |                       |                         |
| 1939      | Harry Jansson        |                       |                         |
| 1940      | Sven Johansson       |                       |                         |
| 1941      | Bengt Malmgren       |                       |                         |
| 1942      | Martin Lundin        |                       |                         |
| 1943      | Gunnar Jansson       |                       |                         |
| 1944      | Erik Törnblom        |                       |                         |
| 1945      | Halle Janemar        |                       |                         |
| 1946      | Harry Jansson        |                       |                         |
| 1947      | Ingvar Eriksson      |                       |                         |
| 1948      | Sven Johansson       |                       |                         |
| 1949      | Yngve Lundh          |                       |                         |
| 1950      | Ingvar Birgersson    |                       |                         |
| 1951      | Sven Johansson       |                       |                         |
| 1952      | Sven Johansson       |                       |                         |
| 1953      | Allan Carlsson       |                       |                         |
| 1954      | Arne Tevall          |                       |                         |
| 1955      | Eluf Dalgaard        |                       |                         |
| 1956      | Dinamarca            |                       |                         |
| 1957      | Nils Körberg         |                       |                         |
| 1958      | Owe Adamsson         |                       |                         |
| 1959      | Göte Sundell         |                       |                         |
| 1960      | Rune Nilsson         |                       |                         |
| 1961      | Owe Adamsson         |                       |                         |
| 1962      | Owe Adamsson         |                       |                         |
| 1963      | Göte Sundell         |                       |                         |
| 1964      | Göran Wagman         |                       |                         |
| 1965      | Jupp Ripfel          |                       |                         |
| 1966      | Paul Munther         |                       |                         |
| 1967      | Gösta Pettersson     |                       |                         |
| 1968      | Bo Anderberg         |                       |                         |
| 1969      | Jupp Ripfel          |                       |                         |
| 1970      | Sune Wennlöf         |                       |                         |
| 1971      | Roine Grönlund       |                       |                         |
| 1972      | Mats Mikiver         |                       |                         |
| 1973      | Lars Gustafsson      |                       |                         |
| 1974      | Ronnie Carlsson      |                       |                         |
| 1975      | Alf Segersäll        |                       |                         |
| 1976      | Svein Langholm       |                       |                         |
| 1977      | Bernt Scheler        |                       |                         |
| 1978      | Thomas Eriksson      |                       |                         |
| 1979      | Sixten Wackström     |                       |                         |
| 1980      | Per Christiansson    |                       |                         |
| 1981      | Per Christiansson    |                       |                         |
| 1982      | Juha Narkiniemi      |                       |                         |
| 1983      | Bengt Asplund        |                       |                         |
| 1984      | Håkan Larsson        |                       |                         |
| 1985      | HAnders Johansson    |                       |                         |
| 1986      | Roul Fahlin          |                       |                         |
| 1987      | Magnus Knutsson      |                       |                         |
| 1988      | Klas Johansson       |                       |                         |
| 1989      | Peter Pegestam       |                       |                         |
| 1990      | Hans Kindberg        |                       |                         |
| 1991      | Magnus Knutsson      |                       |                         |
| 1992      | Johan Fredriksson    |                       |                         |
| 1993      | Klas Johansson       |                       |                         |
| 1994      | Patrik Serra         |                       |                         |
| 1995      | Vegard Øverås-Lied   |                       |                         |
| 1996      | Vegard Øverås-Lied   |                       |                         |
| 1997      | Kristoffer Johansen  |                       |                         |
| 1998      | Marcin Sapa          |                       |                         |
| 1999      | Göran Enström        |                       |                         |
| 2000      | Stefan Adamsson      |                       |                         |
| 2001      | Magnus Lömäng        |                       |                         |
| 2002      | Tobias Lergård       |                       |                         |
| 2003      | Fredrik Ericsson     |                       |                         |
| 2004      | Lucas Persson        |                       |                         |
| 2005      | Lucas Persson        | Marcus Svensson       | Mattias Carlzon         |
| 2006      | Lucas Persson        | Tommi Martikainen     | Jan Mattsson            |
| 2007      | Mattias Westling     | Jan Mattsson          | Christofer Stevensson   |
| 2008      | Morten Høberg        | Thomas Bendixen       | Michael Stevenson       |
| 2009      | Jonas Aaen Jørgensen | Christofer Stevenson  | Philip Nicholas Nielsen |
| 2010      | Philip Nielsen       | Patrik Stenberg       | Øystein Stake Laengen   |
| 2011      | Andžs Flaksis        | Armands Becis         | Michael Stevenson       |
| 2012      | Jonas Ahlstrand      | Michael Olsson        | Edvin Wilson            |
| 2013      | Alexander Gingsjö    | Markus Johansson      | Toms Skujins            |
| 2014      | Jonas Aaen Jørgensen | Marcus Svensson       | Yannick Janssen         |
| 2015      | Nicolai Brøchner     | Ludvig Bengtsson      | Casper Pedersen         |
| 2016      | Syver Wærsted        | Ludvig Bengtsson      | Nicolai Brøchner        |
| 2017      | Nicolai Brøchner     | Morten Øllegaard      | Rasmus Christian Quaade |
| 2018      | Trond Trondsen       | Nicklas Amdi Pedersen | Niklas Larsen           |
| 2019      | Rasmus Bøgh Wallin   | Jonas Aaen Jørgensen  | Mathias Bundsgaard Matz |
| 2020-2021 | no disputada         | no disputada          | no disputada            |
| 2022      | Rasmus Bøgh Wallin   | Nils Lau Nyborg Broge | Mathias Larsen          |